# Rick Robey

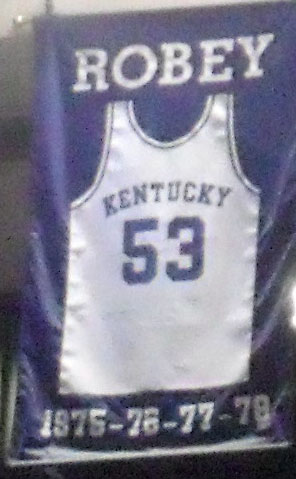
Zastrzeżona koszulka Robeya pod sufitem Rupp Arena

Frederick Robert "Rick" Robey (ur. 30 stycznia 1956 w Coral Gables) – amerykański koszykarz, występujący na pozycjach silnego skrzydłowego oraz środkowego, mistrz NBA z 1981 roku.

## Osiągnięcia
Na podstawie, o ile nie zaznaczono inaczej.
NCAA
- Mistrz NCAA (1978)[4]
- Wicemistrz NCAA (1975)[4]
- Uczestnik rozgrywek Elite Eight turnieju NCAA (1975, 1977, 1978)
- Mistrz sezonu regularnego konferencji Southeastern (SEC – 1975, 1977, 1978)
- Zaliczony do:
  - I składu:
    - All-American (1977 przez Converse)
    - NCAA Final Four (1978)[5]
    - SEC (1977, 1978)

  - II składu All-American (1978)
  - III składu SEC (1975 przez AP)
  - IV składu All-American (1977 przez NABC)
  - Galerii Sław Sportu:
    - Uczelni Kentucky
    - stanu Luizjana (2006)[6]
- Drużyna Kentucky Wildcats zastrzegła należący do niego numer 53

NBA
- Mistrz NBA (1981)[1]

Reprezentacja
- Mistrz igrzysk panamerykańskich (1975)[7]